# Csepel D-344
Der Csepel D-344 ist ein mittelschwerer geländegängiger Lastkraftwagen des ungarischen Fahrzeugherstellers Csepel, der 1963 auf der Leipziger Messe der Öffentlichkeit vorgestellt wurde. Gebaut wurde das Fahrzeug von 1961 bis 1975. Großer Abnehmer war die Ungarische Volksarmee, die das Fahrzeug als Standard-Lkw einsetzte. Die Konstruktion gilt als zuverlässig und robust.

## Beschreibung
Der Csepel D-344 ist ein auf einem geschweißten Leiterrahmen aufgebauter zweiachsiger Lastkraftwagen mit permanentem Allradantrieb. Er hat an Blattfedern aufgehängte Starrachsen. Die Hinterachse ist doppelt bereift, die Vorderachse einfach; die Reifengröße aller Räder ist 9,00–20,00 in. Damit hat der D-344 eine Bodenfreiheit von 270 mm und eine Wattiefe von 800 mm. Die Bremsanlage ist eine Zweikreisdruckluftbremsanlage, die auf Bremstrommeln an allen vier Rädern wirkt. Der Böschungswinkel beträgt 35° für die Vorderachse und 25° für die Hinterachse. Die maximale Steigfähigkeit beträgt 44 %. Angetrieben wird der Lkw von einem freisaugenden 5,5-Liter-Vierzylinderdieselmotor mit Vorkammereinspritzung des Typs Csepel D-414H, der sein maximales Drehmoment von 33 kp·m (324 N·m) bei 1500 min−1 abgibt. Die Nennleistung beträgt 95 PS (70 kW) bei 2300 min−1. Der minimale Kraftstoffverbrauch von 190 g/PSh (258 g/kWh) wird bei 2000 min−1 erreicht.
Vom Motor wird das Drehmoment über eine Einscheibentrockenkupplung auf ein manuell zu schaltendes Getriebe mit fünf Vorwärtsgängen übertragen. Von dort wird es über das Verteilergetriebe an Vorderachse und Hinterachse übertragen. Ungewöhnlich ist die Konstruktion dieses Verteilergetriebes, das nicht nur das Antriebsmoment zwischen Vorderachse und Hinterachse verteilt, sondern auch das Differenzialgetriebe für die Vorderachse enthält. Deshalb führen zwei Antriebswellen zur Vorderachse, eine für jedes Rad. Das Differenzialgetriebe in der Vorderachse entfällt. Durch diese Bauweise liegt der Schwerpunkt des Csepel D-344 relativ günstig. Da der Allradantrieb permanent ist, wird auf beide Achsen gleich viel Drehmoment übertragen. Um für bessere Traktion auf beide Achsen unterschiedlich viel Drehmoment zu übertragen, kann das Verteilergetriebe gesperrt werden. Die Höchstgeschwindigkeit des 5700 kg schweren Fahrzeuges beträgt 82 km/h, der Kraftstoffverbrauch 28,7 l/100 km. Bei einem Tankinhalt von 215 l können mit einer Füllung 750 km zurückgelegt werden. Die Nutzlast beträgt 3000 kg, die Anhängerlast bis zu 2000 kg. Militärische Versionen des D-344 sind mit einer Seilwinde ausgerüstet.

## Typen
Es gibt mehrere Typen des Csepel D-344, nachfolgend die häufigsten:
- D-344.00: Ursprüngliche Version mit Pritsche, von 1961 bis 1966 gebaut
- D-344.01: entspricht D-344.00, aber ohne klappbare Seitenwände
- D-344.02: Zivilvariante ohne Seilwinde, erhöhte Nutzlast
- D-344.05: Feuerwehrfahrzeug
- D-344.22: Tropenausführung mit leistungsfähigerem Kühler, Doppeldach und Ballonreifen